# La Puye
La Puye est une commune du Centre-Ouest de la France, située dans le département de la Vienne en région Nouvelle-Aquitaine.
Située entre Angles-sur-l'Anglin , Chauvigny et Saint-Savin (classée au patrimoine mondial de l'UNESCO), la Puye vaut tout autant pour la préservation de son patrimoine naturel que pour la richesse de son patrimoine historique. 
Un site unique construit à l'aube du XIIe siècle autour d'un prieuré fontevriste, c'est-à-dire appartenant à l’ordre de Fontevraud.

## Géographie

### Climat
Pour des articles plus généraux, voir Climat de la Nouvelle-Aquitaine et Climat de la Vienne.
Historiquement, la commune est exposée à un climat océanique du nord-ouest.  
En 2020, Météo-France publie une typologie des climats de la France métropolitaine dans laquelle la commune est exposée à un climat océanique altéré et est dans la région climatique  Poitou-Charentes, caractérisée par un bon ensoleillement, particulièrement en été et des vents modérés.
Pour la période 1971-2000, la température annuelle moyenne est de 11,7 °C, avec une amplitude thermique annuelle de 14,6 °C. Le cumul annuel moyen de précipitations est de 759 mm, avec 11,2 jours de précipitations en janvier et 6,8 jours en juillet. Pour la période 1991-2020, la température moyenne annuelle observée sur la station météorologique la plus proche, située sur la commune de Lésigny à 22,88 km à vol d'oiseau, est de 12,1 °C et le cumul annuel moyen de précipitations est de 743,3 mm,. Pour l'avenir, les paramètres climatiques de la commune estimés pour 2050 selon différents scénarios d’émission de gaz à effet de serre sont consultables sur un site dédié publié par Météo-France en novembre 2022.

### Communes limitrophes
| Archigny                   |               | Saint-Pierre-de-Maillé |
|                            | La Puye       | La Bussière            |
| Sainte-Radégonde Lauthiers | Paizay-le-Sec |                        |

## Urbanisme

### Typologie
Au 1er janvier 2024, La Puye est catégorisée commune rurale à habitat dispersé, selon la nouvelle grille communale de densité à sept niveaux définie par l'Insee en 2022.
Elle est située hors unité urbaine et hors attraction des villes,.

### Occupation des sols
L'occupation des sols de la commune, telle qu'elle ressort de la base de données européenne d’occupation biophysique des sols Corine Land Cover (CLC), est marquée par l'importance des territoires agricoles (89,8 % en 2018), en diminution par rapport à 1990 (90,8 %). La répartition détaillée en 2018 est la suivante : 
terres arables (59,7 %), zones agricoles hétérogènes (24,4 %), forêts (7,9 %), prairies (5,8 %), zones urbanisées (1,1 %), eaux continentales (0,9 %), milieux à végétation arbustive et/ou herbacée (0,3 %). L'évolution de l’occupation des sols de la commune et de ses infrastructures peut être observée sur les différentes représentations cartographiques du territoire : la carte de Cassini (XVIIIe siècle), la carte d'état-major (1820-1866) et les cartes ou photos aériennes de l'IGN pour la période actuelle (1950 à aujourd'hui).

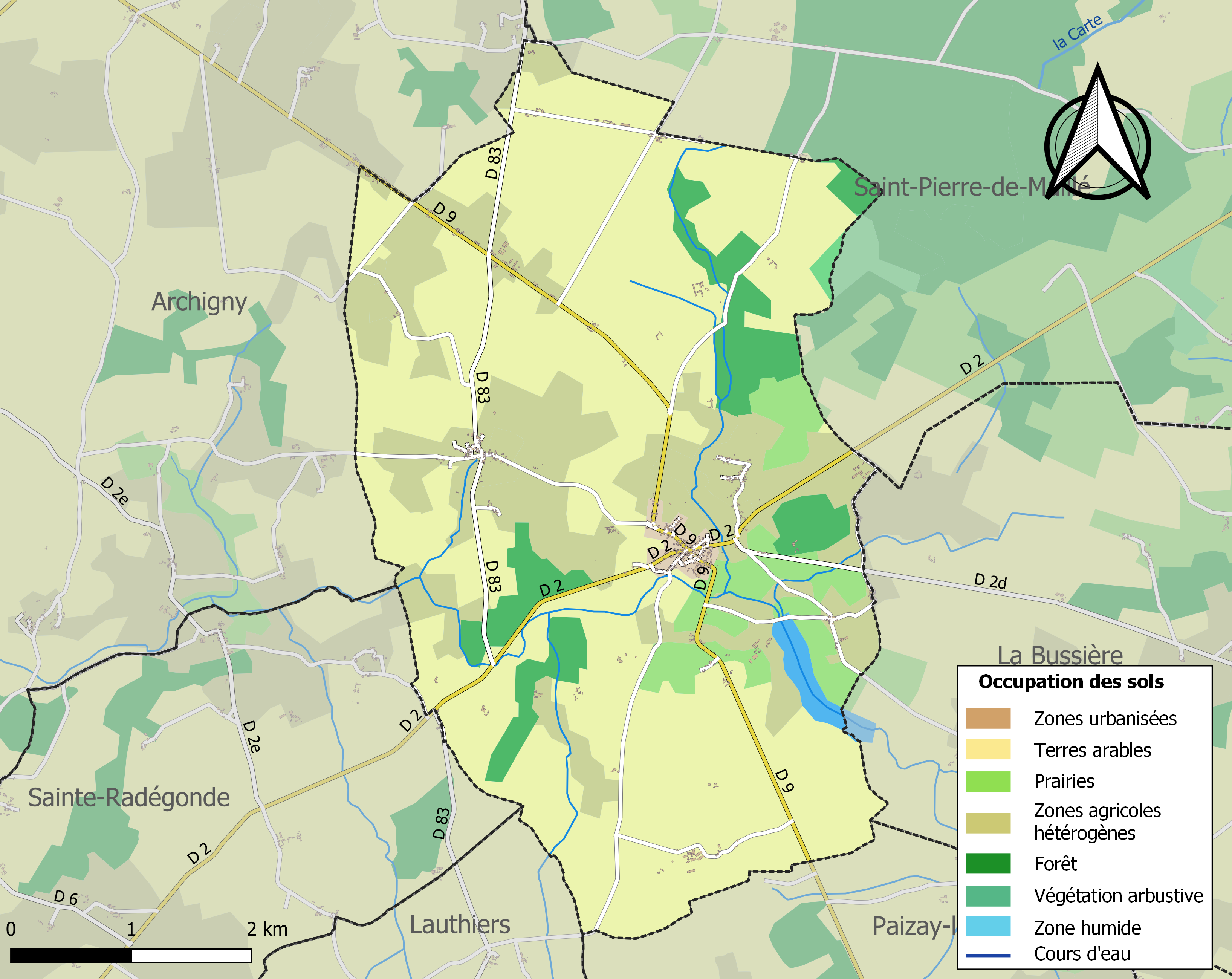
Carte des infrastructures et de l'occupation des sols de la commune en 2018 (CLC).

### Risques majeurs
Le territoire de la commune de La Puye est vulnérable à différents aléas naturels : météorologiques (tempête, orage, neige, grand froid, canicule ou sécheresse), mouvements de terrains et séisme (sismicité faible). Il est également exposé à un risque technologique,  le transport de matières dangereuses. Un site publié par le BRGM permet d'évaluer simplement et rapidement les risques d'un bien localisé soit par son adresse soit par le numéro de sa parcelle.

#### Risques naturels

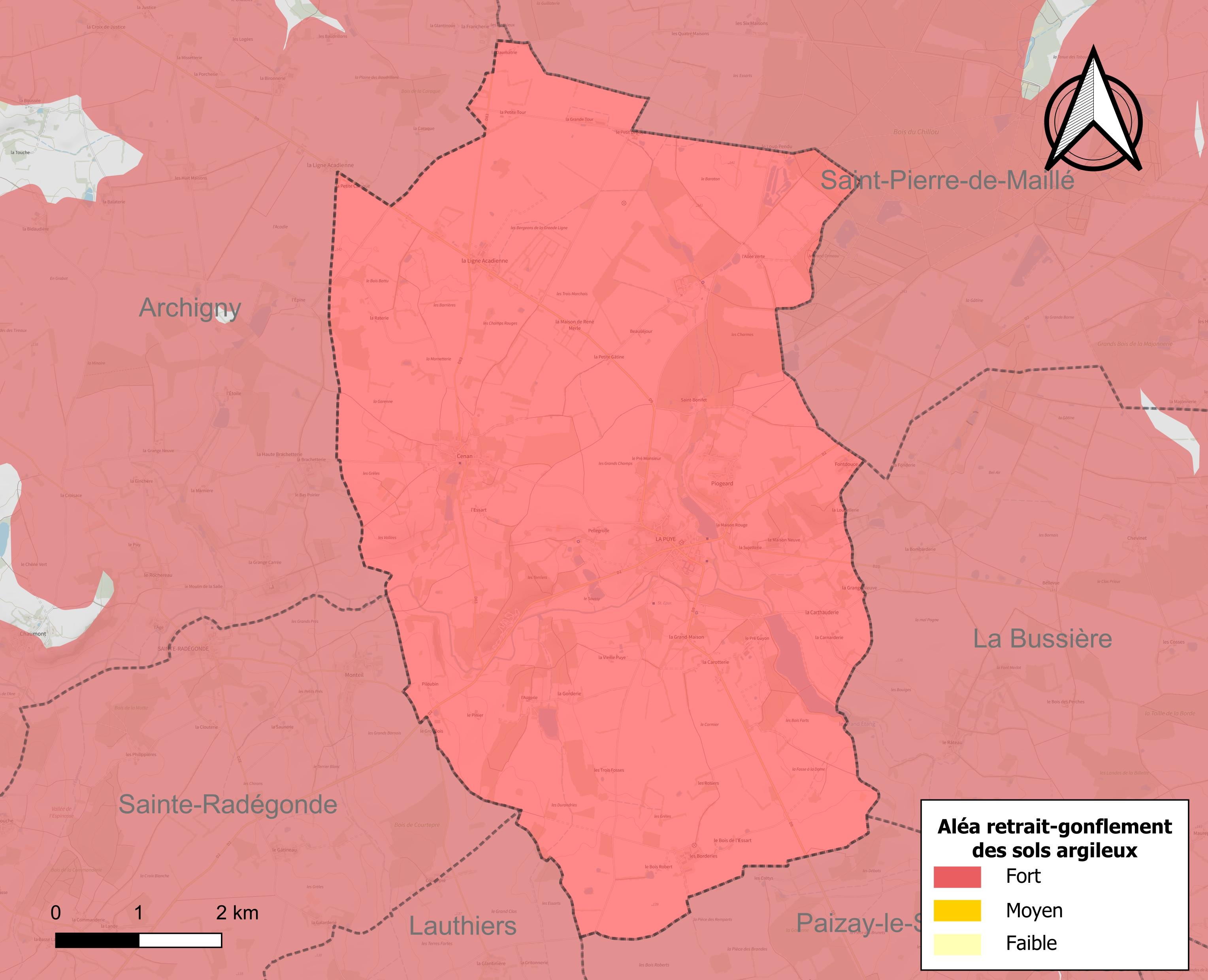
Carte des zones d'aléa retrait-gonflement des sols argileux de La Puye.

Les mouvements de terrains susceptibles de se produire sur la commune sont des affaissements et effondrements liés aux cavités souterraines (hors mines) et des tassements différentiels. Afin de mieux appréhender le risque d’affaissement de terrain, un inventaire national permet de localiser les éventuelles cavités souterraines sur la commune. Le retrait-gonflement des sols argileux est susceptible d'engendrer des dommages importants aux bâtiments en cas d’alternance de périodes de sécheresse et de pluie. La totalité de la commune est en aléa moyen ou fort (79,5 % au niveau départemental et 48,5 % au niveau national). Depuis le 1er octobre 2020, en application de la loi ÉLAN, différentes contraintes s'imposent aux vendeurs, maîtres d'ouvrages ou constructeurs de biens situés dans une zone classée en aléa moyen ou fort,.
La commune a été reconnue en état de catastrophe naturelle au titre des dommages causés par les inondations et coulées de boue survenues en 1982, 1983, 1999 et 2010, par la sécheresse en 1989, 1993, 2003, 2011, 2016, 2018 et 2019 et par des mouvements de terrain en 1999 et 2010.

## Toponymie
Le nom du village provient du latin podia qui indique une hauteur. Podia devint La Peuh puis La Puye.

## Histoire
La Puye accueille favorablement les avancées de la Révolution française. Elle plante ainsi son arbre de la liberté, symbole de la Révolution. Il devient le lieu de ralliement de toutes les fêtes et des principaux événements révolutionnaires. À la fin de la décennie révolutionnaire, ce symbole est abattu par la réaction royaliste (1799).
Depuis 1819, Cenan fait partie de La Puye.

## Politique et administration

### Liste des maires
La commune dispose d'une agence postale communale.
| Période   | Période   | Identité          | Étiquette | Qualité |
| --------- | --------- | ----------------- | --------- | ------- |
| 1944      | 1959      | Maurice Filleau   |           |         |
| 1959      | 1977      | Marcel Guilloteau |           |         |
| mars 1977 | mars 1989 | Gilbert Brionne   |           |         |
| mars 1989 | mars 1995 | Paul Puchaud      |           |         |
| mars 1995 | mars 2008 | Maurice Fortin    |           |         |
| mars 2008 | mai 2020  | Paul Puchaud      |           |         |
| 2020      | En cours  | Gérard Benoist    |           |         |

### Instances judiciaires et administratives
La commune relève du tribunal d'instance de Poitiers, du tribunal de grande instance de Poitiers, de la cour d'appel  de Poitiers, du tribunal pour enfants de Poitiers, du conseil de prud'hommes de Poitiers, du tribunal de commerce de Poitiers, du tribunal administratif de Poitiers et de la cour administrative d'appel  de  Bordeaux, du tribunal des pensions de Poitiers, du tribunal des affaires de la Sécurité sociale de la Vienne, de la cour d’assises de la Vienne.

### Services publics
Les réformes successives de la Poste ont conduit à la fermeture de nombreux bureaux de poste ou à leur transformation en simple relais. Toutefois, la commune a pu maintenir le sien.

## Démographie
L'évolution du nombre d'habitants est connue à travers les recensements de la population effectués dans la commune depuis 1793. Pour les communes de moins de 10 000 habitants, une enquête de recensement portant sur toute la population est réalisée tous les cinq ans, les populations de référence des années intermédiaires étant quant à elles estimées par interpolation ou extrapolation. Pour la commune, le premier recensement exhaustif entrant dans le cadre du nouveau dispositif a été réalisé en 2008.

En 2022, la commune comptait 604 habitants, en évolution de −1,47 % par rapport à 2016 (Vienne : +0,6 %, France hors Mayotte : +2,11 %).
| 1793 | 1800 | 1806 | 1821 | 1831 | 1836 | 1841 | 1846 | 1851 |
| ---- | ---- | ---- | ---- | ---- | ---- | ---- | ---- | ---- |
| 349  | 406  | 388  | 663  | 729  | 761  | 833  | 889  | 986  |

| 1856  | 1861  | 1866  | 1872  | 1876  | 1881  | 1886  | 1891  | 1896  |
| ----- | ----- | ----- | ----- | ----- | ----- | ----- | ----- | ----- |
| 1 089 | 1 123 | 1 017 | 1 093 | 1 128 | 1 147 | 1 003 | 1 008 | 1 018 |

| 1901  | 1906  | 1911  | 1921  | 1926  | 1931  | 1936  | 1946 | 1954 |
| ----- | ----- | ----- | ----- | ----- | ----- | ----- | ---- | ---- |
| 1 009 | 1 078 | 1 011 | 1 090 | 1 113 | 1 120 | 1 127 | 957  | 949  |

| 1962 | 1968 | 1975 | 1982 | 1990 | 1999 | 2006 | 2008 | 2013 |
| ---- | ---- | ---- | ---- | ---- | ---- | ---- | ---- | ---- |
| 813  | 770  | 730  | 659  | 599  | 577  | 581  | 581  | 611  |

| 2018 | 2022 | - | - | - | - | - | - | - |
| ---- | ---- | - | - | - | - | - | - | - |
| 598  | 604  | - | - | - | - | - | - | - |

En 2008, selon l’Insee, la densité de population de la commune était de 25 hab./km2 contre 61 hab./km2 pour le département, 68 hab./km2 pour la région Poitou-Charentes et 115 hab./km2 pour la France.

## Économie
Selon la direction Régionale de l'Alimentation, de l'Agriculture et de la Foret de Poitou-Charentes, il n'y a plus que 13 exploitations agricoles en 2010 contre 21 en 2000.
Les surfaces agricoles utilisées ont diminué et sont passées de 1 586 hectares en 2000 à 1 384 hectares en 2010. 36 % sont destinées à la culture des céréales (blé tendre essentiellement mais aussi orge et maïs), 17 % pour les oléagineux (colza et tournesol), 30 % pour le fourrage et 5 % reste en herbes. En 2000, deux hectares (zéro en 2010) étaient consacrés à la vigne.
Six exploitations en 2010 (contre dix en 2000) abritent un élevage de bovins (1 240 têtes en 2010 contre 1 108 en 2000). C’est un des troupeaux de bovins les plus importants de la Vienne qui rassemblent 48 000 têtes en 2011. Les élevages de volailles et d'ovins ont disparu au cours de cette décennie.

## Culture locale et patrimoine

### Lieux et monuments

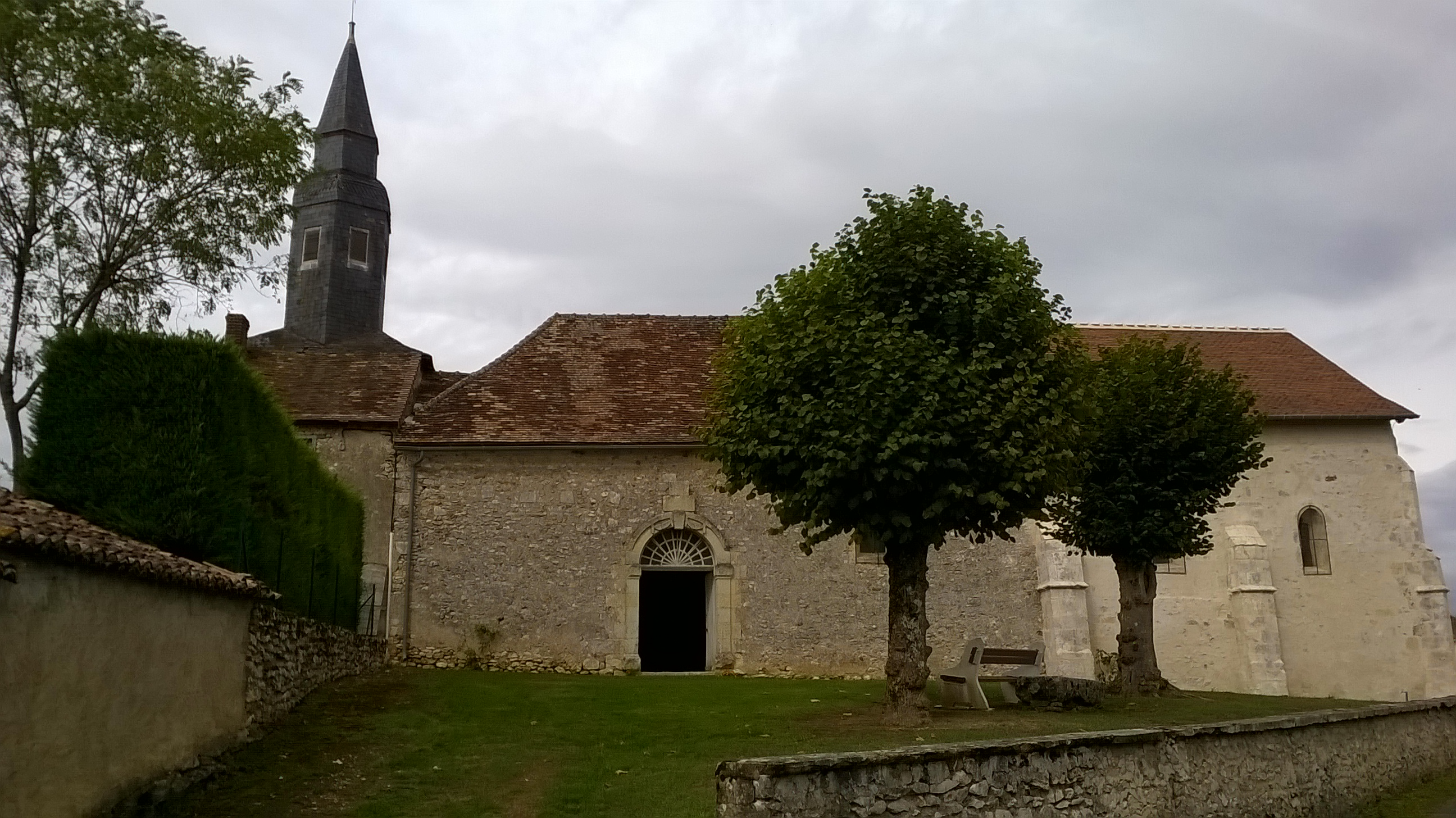
L'église Saint-Hilaire de Cenan.

- La Maison du Fadet (monolithe de - 7000 av JC difficilement accessible, classé en 1948).
- Église Saint-Hilaire de Cenan datant du XIe siècle, dont le décor intérieur a été inscrit aux Monuments Historiques en 2002[29].
- Église Saint-Martin et Notre-Dame de La Puye.
- La fontaine aux Dames et ses modillons du XIIe siècle
- La source de Saint-Bonifet répertoriée sur les terres de l'Abbaye de Saint-Cyprien dès l'an 800.
- La Ligne Acadienne et ses 57 fermes du XVIIIe siècle,
- Les étangs et aménagements hydrauliques du XIIe siècle
- La chapelle Conventuelle (XIXe siècle), la maison de Saint-André, la Cellule de sainte Jeanne-Élisabeth, le réfectoire des moines (XIIe), le moulin (XVIIe siècle), le pressoir et le cloître (XXe siècle) situés au sein de la maison-mère des Filles de la Croix

#### Maison-mère des Filles de la Croix
En 1111,  des moines fontevristes viennent construire en ce lieu un prieuré pour des religieuses de leur ordre qui l'habitent jusqu'en 1793.
En 1638, la prieure en est Marie Rochereuil.  A l'époque le recrutement d'abord centré dans la petite noblesse rurale poitevine s'est étendu peu à peu parmi les artisans et négociants des environs. En témoigne le cas de Marie Fremond accueillie en 1648 qui est la fille d'un bonnetier de Chatellerault. 
En 1819, Élisabeth Bichier des Âges, fondatrice des Filles de la Croix, achète cet ancien prieuré et en fait la maison-mère de la nouvelle congrégation. Elle y meurt en 1838. Auprès du noyau fontevriste qu'elle met dix ans à acquérir, le XIXe siècle ajoutera un ensemble imposant de bâtiments.
Aujourd'hui c'est un lieu de ressourcement pour toutes les sœurs de la congrégation.